# Diagrama de enrutamiento

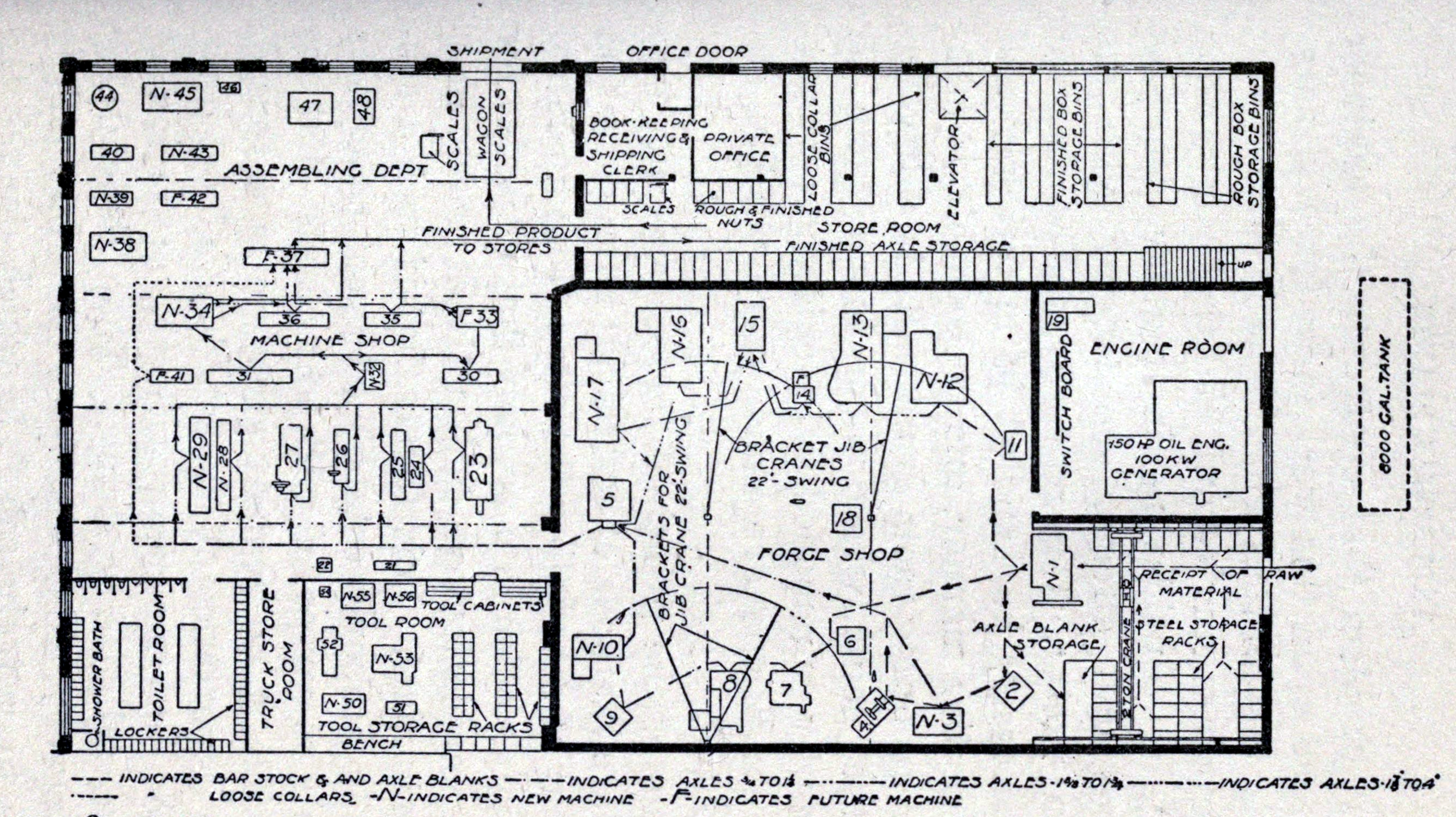
Diagrama detallado de rutas, equipos de máquinas-herramientas y rutas en una planta de ejes de vagones y carruajes, por Charles Day, 1911

Un diagrama de enrutamiento o diagrama de ruta en el campo de la gestión de calidad es un tipo de diagrama que muestra una ruta a través de un espacio físico accesible. Los diagramas de enrutamiento se utilizan en el estudio de diseño de plantas y en el diseño de plantas de fabricación.

## Descripción general
Los diagramas de enrutamiento muestran una ruta a través de un espacio físico. A menudo se consideran un tipo de diagrama de flujo, pero se diferencian de estos últimos en que la ruta se representa en una disposición física. Existe una similitud con el diseño de equipos eléctricos, donde los diagramas de enrutamiento también muestran la disposición física de las instalaciones y los equipos, y cómo se conecta el circuito a los diversos equipos.
Una imagen con una ruta en un espacio geográfico suele denominarse mapa de rutas. Mientras que los mapas de carreteras y de transporte público (como los de ferrocarril, metro o autobús) muestran todas las carreteras o líneas, el mapa de rutas suele mostrar una ruta específica. De igual manera, un plano de planta o un mapa del sitio muestran todo el espacio, los edificios o las habitaciones, mientras que el mapa de rutas muestra una ruta específica en el sitio. Los diagramas de rutas se utilizan en el estudio de la distribución de plantas. El diagrama de rutas puede consistir en un plano de planta con trazado adjunto, o en una sección transversal tridimensional de un edificio con trazado. El diagrama de rutas se transforma en un diagrama de flujo al eliminar las dimensiones físicas de la ecuación.